# Herb powiatu nowotarskiego
Herb powiatu nowotarskiego – jeden z symboli powiatu nowotarskiego, ustanowiony 11 sierpnia 2000. 

## Wygląd i symbolika
Herb przedstawia na tarczy w polu czerwonym koronę złotą, mającą kształt korony grobowej Kazimierza Wielkiego, umieszczona w lewej części tarczy herbowej, oraz położone ukośnie w prawej części berło o kształcie berła Matki Bożej Ludźmierskiej w kolorze złotym.